# Liste der Wappen in der Provinz Zeeland
Die Liste der Wappen der Provinz Zeeland zeigt die Wappen der Gemeinden in der niederländischen Provinz Zeeland.

## Zeeland

Zeeland
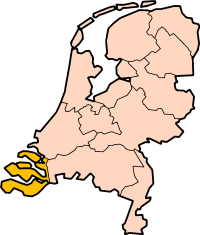
Lage der Provinz Zeeland in den Niederlanden

## Wappen der Gemeinden

Borsele
Goes
Hulst
Kapelle
Middelburg
Noord-Beveland
Reimerswaal
Schouwen-Duiveland
Sluis
Terneuzen
Tholen
Veere
Vlissingen